# Torre de Vinaixarop
La Torre de Vinaixarop és una torre de base circular, força enrunada, del municipi de l'Aldea. Està declarada bé cultural d'interès nacional.

## Descripció
Torre de planta circular, bastida directament sobre la roca, amb un diàmetre exterior a la base de 4,5 m i una alçada que avui només arriba als 8 m però probablement era més alta. Sembla que la seva base és massissa. A poc més de 4 m començava el primer pis. Un regruiximent de la paret a uns 7 m fa pensar en un nou sostre.
Fou obrada amb petits carreus desbastats a cop de maceta, col·locats en filades horitzontals i units amb morter de calç i arena; segurament, la cara exterior devia ser arrebossada. A la part alta es veuen filades que recorden l'«opus spicatum». Al voltant de la torre hi ha restes de construccions que devien ser habitatges. Són molt desfetes o cobertes de vegetació,. S'hi han trobat restes de terrissa més moderna però també fragments de ceràmica d'època musulmana.
La datació és molt difícil. Se situaria al voltant de l'any 1000 si fos una torre de la Catalunya Vella, però al Baix Ebre és més complicat. Hi ha paral·lelismes amb la torre del castell de la Fullola, que durien a considera-la del segle xiii, després de la conquesta del comte de Barcelona. Tanmateix, no es descarta una cronologia andalusina, sobretot a partir de la utilització de l'opus spicatum i de la seva presència al costat d'una almúnia documentada els segles xi i xii.

## Història
Aquesta torre apareix documentada per primer cop, l'any 1153, en els límits de la donació de l'almúnia que feu el comte de Barcelona Ramon Berenguer IV a Bertran de Castellet. L'almúnia donada afrontava amb els termes de l'Aldea i la Granadella, amb la torre de Vinaixarop i amb el riu Ebre. El 1155 s'esmenta el terme de Vinaixarop i de l'Aldea. L'any 1288, formà part de la donació feta per la reina Constança a l'escrivà Pere Marí, juntament amb l'Aldea i Burjassénia.
Aquest atorgament fou confirmat el 1291 pel rei Jaume II. L'any 1304, fou adquirit per l'abat de Benifassà, Berenguer de Bell-lloc. L'any 1335 s'esmenta la torre del «loch de Vinaxarop». Benifassà, el 1531 vengué la propietat al cavaller Ramon Pere Jordà de Tortosa. Posteriorment passà a mans de la família Villòria de Tortosa.